# Groeve Pruus Karel III

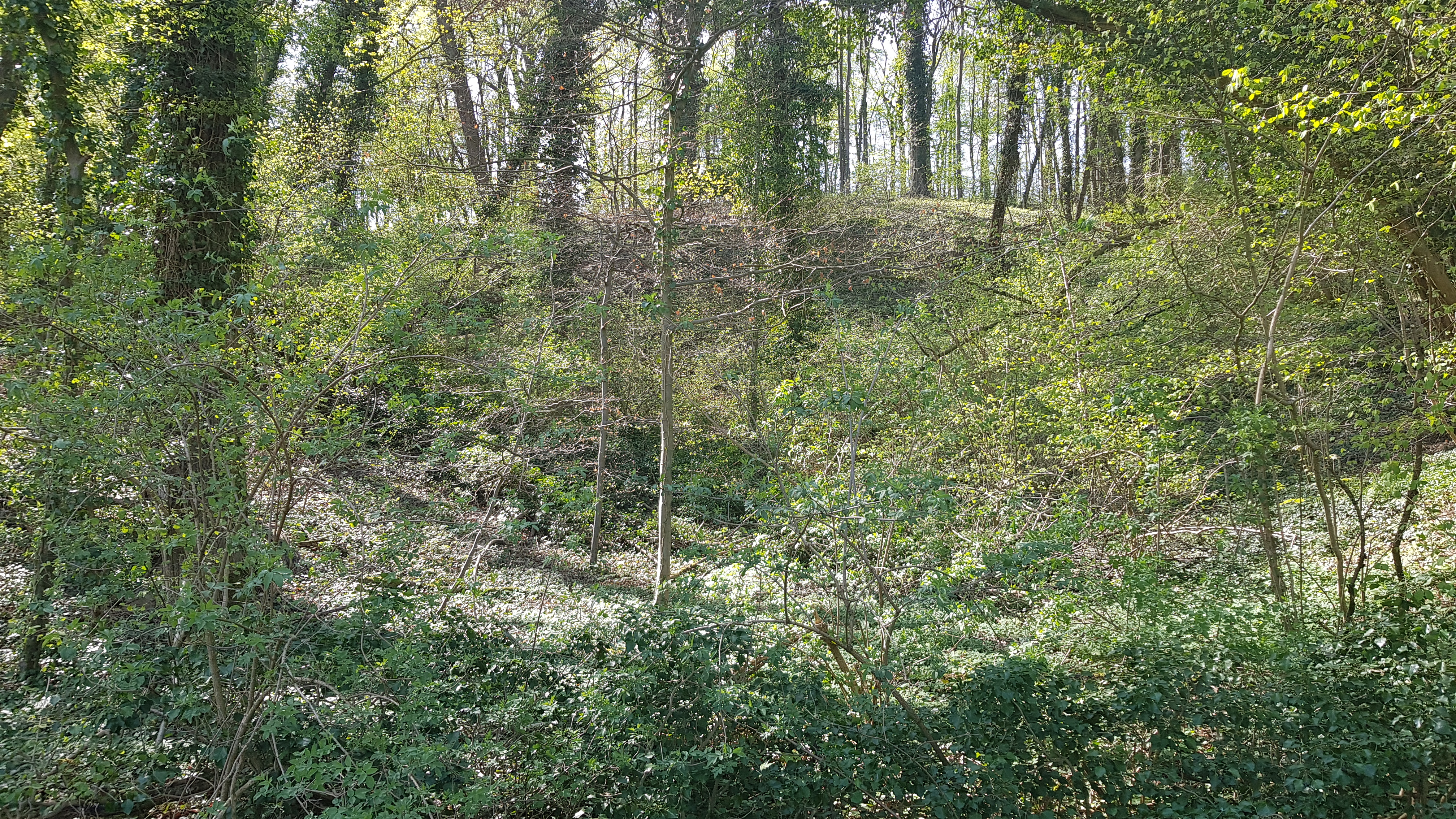
de omgeving van de groeve

De Groeve Pruus Karel III is een Limburgse mergelgroeve in de Nederlandse gemeente Valkenburg aan de Geul in Zuid-Limburg. De ondergrondse groeve ligt ten zuidoosten van Valkenburg in het noordoostelijk deel van het hellingbos Biebosch op de noordoostelijke rand van het Plateau van Margraten in de overgang naar het Geuldal. Ter plaatse duikt het plateau een aantal meter steil naar beneden.
Op ongeveer 70 meter naar het zuidoosten ligt de Groeve Pruus Karel I en op ongeveer 90 meter naar het noordwesten de Groeve Pruus Karel II.

## Geschiedenis
In de 18e en 19e eeuw werd de groeve door blokbrekers ontgonnen voor de winning van kalksteen.

## Groeve
De Groeve Pruus Karel III heeft een oppervlakte van ongeveer 78 vierkante meter.
De ingang van de groeve is dichtgeslipd met omliggende gronden.

## Geologie
De nabijgelegen groeves zijn uitgehouwen in de Kalksteen van Gronsveld (Pruus Karel I) en de Kalksteen van Emael (Pruus Karel II). Groeve Pruus Karel III is waarschijnlijk ook in een van deze kalksteen lagen uitgehouwen of in de tussenliggende laag van de Kalksteen van Schiepersberg.